# دیوید اس. وایس
دیوید اس. وایس (انگلیسی: David S. Weiss) یک فیلم‌نامه‌نویس و نویسنده طنز اهل ایالات متحده آمریکا است.
از فیلم‌ها یا مجموعه‌های تلویزیونی که وی در آن‌ها نقش داشته‌است می‌توان به تیمون و پامبا اشاره نمود.
وی همچنین برندهٔ جوایزی همچون جایزه امی شده‌است.